# Ephemeroptera
Pour les articles homonymes, voir Éphémère.
Ordre
Classification phylogénétique
- - Pancrustacea
  - Insecta
    - Archaeognatha
    - Dicondylia
      - Thysanura
      - Pterygota
        - Odonata
        - Ephemeroptera
        - Neoptera

Synonymes
- Aphelophlebia Pierce, 1945
- Plectoptera Packard, 1886
- Protephemeroidea Handlirsch, 1906
- Protephemeroptera Handlirsch, 1906
- Triangulifera Willmann, 2007

Les éphémères (nom masculin) ou éphéméroptères (Ephemeroptera) (aussi appelés « mannes » au Québec) sont un ordre d'insectes (sous-classe des ptérygotes, de la section des paléoptères).
Ces insectes aux téguments souples et au vol lent présentent des caractères considérés comme ancestraux, comme le fait de ne pas pouvoir rabattre leurs ailes sur leur corps, caractère qu'ils partagent avec les autres Palaeoptères. Ils sont apparus au Carbonifère (entre 350 et 295 millions d'années). Certaines de leurs formes larvaires (« naïades ») ressemblent aux thysanoures, qui sont dépourvus d'ailes.
Ce sont des espèces très sensibles à la pollution lumineuse et à la pollution chimique par les pesticides. Ils sont en forte voie de régression dans une grande partie de leur aire naturelle de répartition ou d'écopotentialité, et plusieurs espèces ont disparu de certaines régions, y compris en France.
Ils font partie du plancton aérien et, à ce titre, jouent (ou jouaient) un rôle important dans le réseau trophique, notamment des zones humides, en particulier pour l'alimentation des poissons et de certaines chauves-souris. Les éphémères vivent environ 3 ans à l'état de larve puis se métamorphosent et se reproduisent en vol. Les femelles déposent leurs œufs dans l'eau et les adultes meurent quelques heures plus tard, d'où le nom donné à cet ordre.

## Caractéristiques
- Longueur : 3 à 40 mm (sans les cerques)

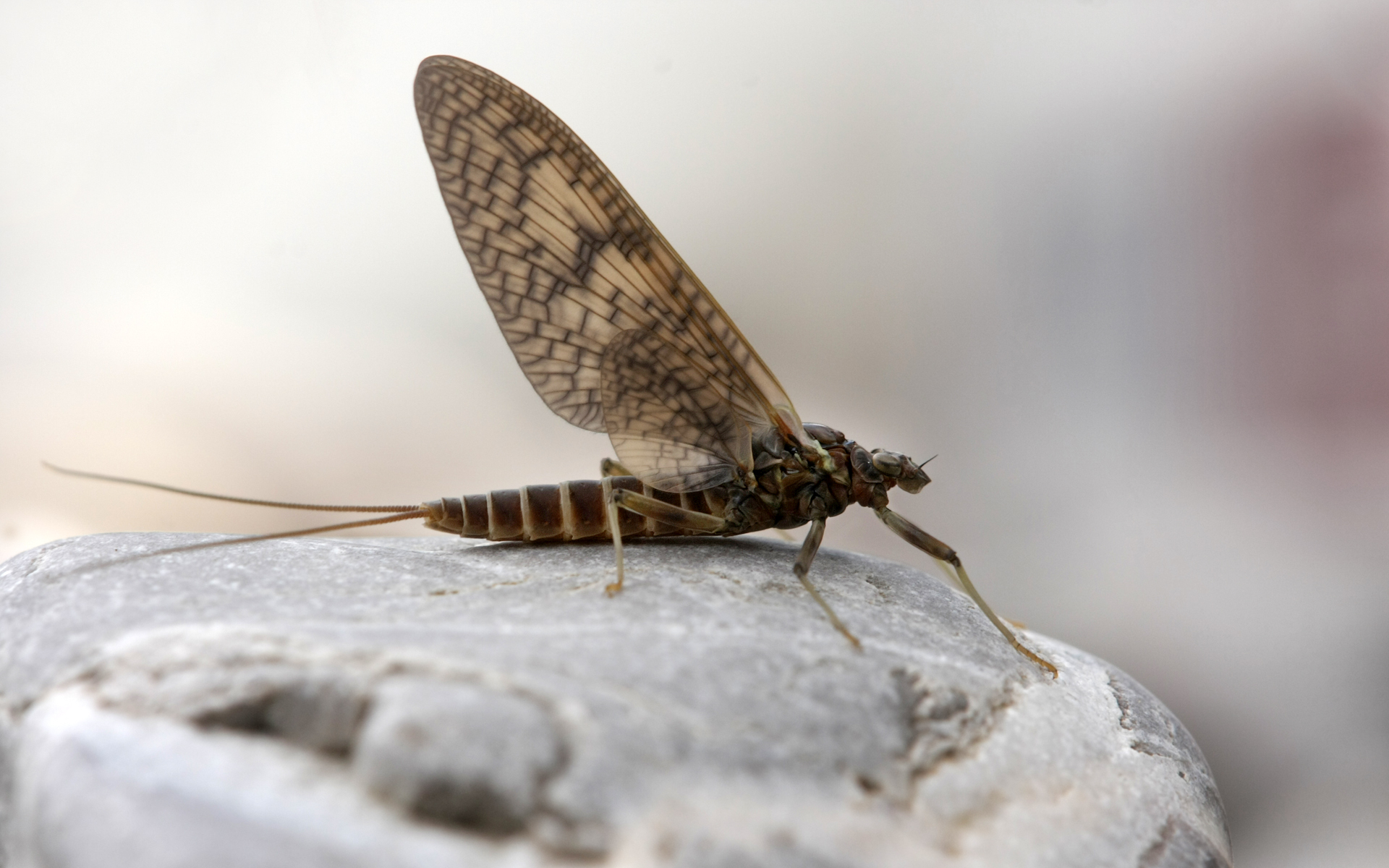
Rhithrogena germanica, l'une des nombreuses espèces d'éphémères.

- Ailes finement nervurées et rigides, généralement tendues à la verticale au repos (ne pouvant pas se replier en arrière au repos), avec absence d'ailes postérieures chez certaines espèces. Les ailes sont transparentes et parfois jaunâtres ou brunâtres, voire brillantes. Elles sont ornées d'une tache sur leur bord avant à l'extrémité de l'aile (pterostigma). La première paire d'ailes est plus longue chez les mâles.
- Ailes antérieures ne recouvrant jamais les ailes postérieures.
- Antennes petites, composées d'articles courts et épais, prolongés par une soie fine.
- Pièces buccales broyeuses chez les larves (l'adulte ne se nourrit pas, ne se consacrant qu'à la reproduction, autour de l'eau douce. Il meurt rapidement d'où son nom "éphémère").
- Deux ou trois longs filaments multiarticulés (deux cerques entourant le paracerque central) prolongeant l'abdomen. Le paracerque central est absent chez certains genres.
- Développement de type hémimétabole.

Les mâles ont les pattes antérieures plus longues que les femelles et présentent des forceps (les gonopodes) à l'extrémité de leur abdomen. Ces caractères permettent l'accouplement. Les imagos (adultes) ont une vie brève, uniquement consacrée à la reproduction. Ils ne se nourrissent pas et n’ont d’ailleurs ni pièces buccales, ni tube digestif.
Les naïades (larves), quelquefois appelées « pataches », sont aquatiques. Elles vivent, selon les espèces et les caractéristiques environnementales du milieu dans lequel elles se développent (par exemple la température), de quelques mois à quelques années, parfois jusqu'à 10 ans. À la fin de cette phase, les naïades subissent une mue qui les transforme en adultes. Fait unique chez les insectes, la phase adulte est constituée de deux stades, l'un intermédiaire, la subimago qui ressemble beaucoup à l'adulte (ou imago), et qui ne dure le plus souvent que quelques heures.

## Répartition

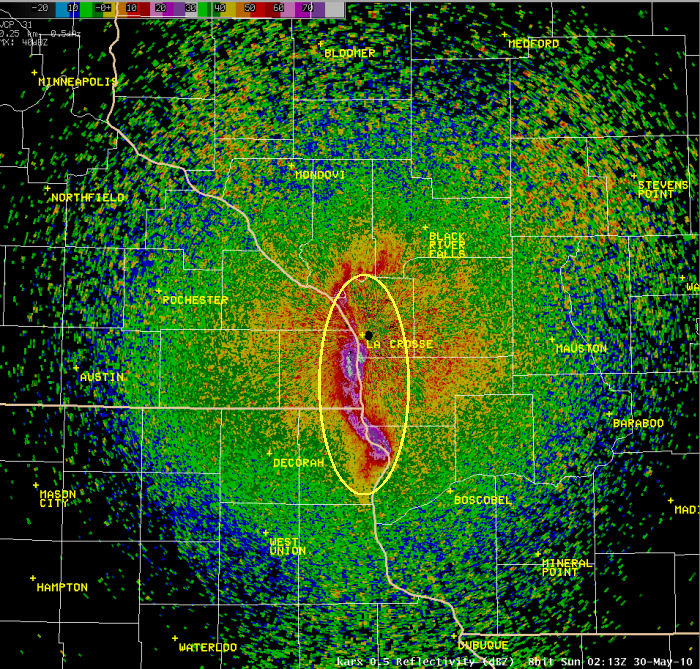
Image issue d’un radar météorologique montrant l'émergence des éphémères à 21 h 13 HAC, le samedi 29 mai 2010.

Les éphéméroptères se trouvent partout où de l'eau douce et oxygénée est durablement présente. Au milieu des années 1980, environ 2 000 espèces étaient connues dans le monde, dont 500 en Amérique du Nord, 200 en Europe et 125 en Australie.
L’image de droite provient du radar météorologique La Crosse au Wisconsin, faisant partie du réseau NEXRAD du National Weather Service des États-Unis. Il est possible d'observer de vastes nuages d'éphémères lors des émergences avec un tel radar réglé en détection très sensible, dite en air clair, ici le long du fleuve Mississippi. Les échos radar matérialisant le nuage d'insectes apparaissent en couleurs vives, rose, violet et blanc. Cette tache correspond à un vaste et épais nuage d'insectes (plusieurs mètres d'épaisseur) principalement au sud de La Crosse. Cette nuit-là, le radar a permis de voir qu'après l'éclosion sur la rivière et ses berges, les éphémères ont été plus ou moins dispersés par des vents de sud-sud-est en environ 10 à 20 minutes.

## Bioindication

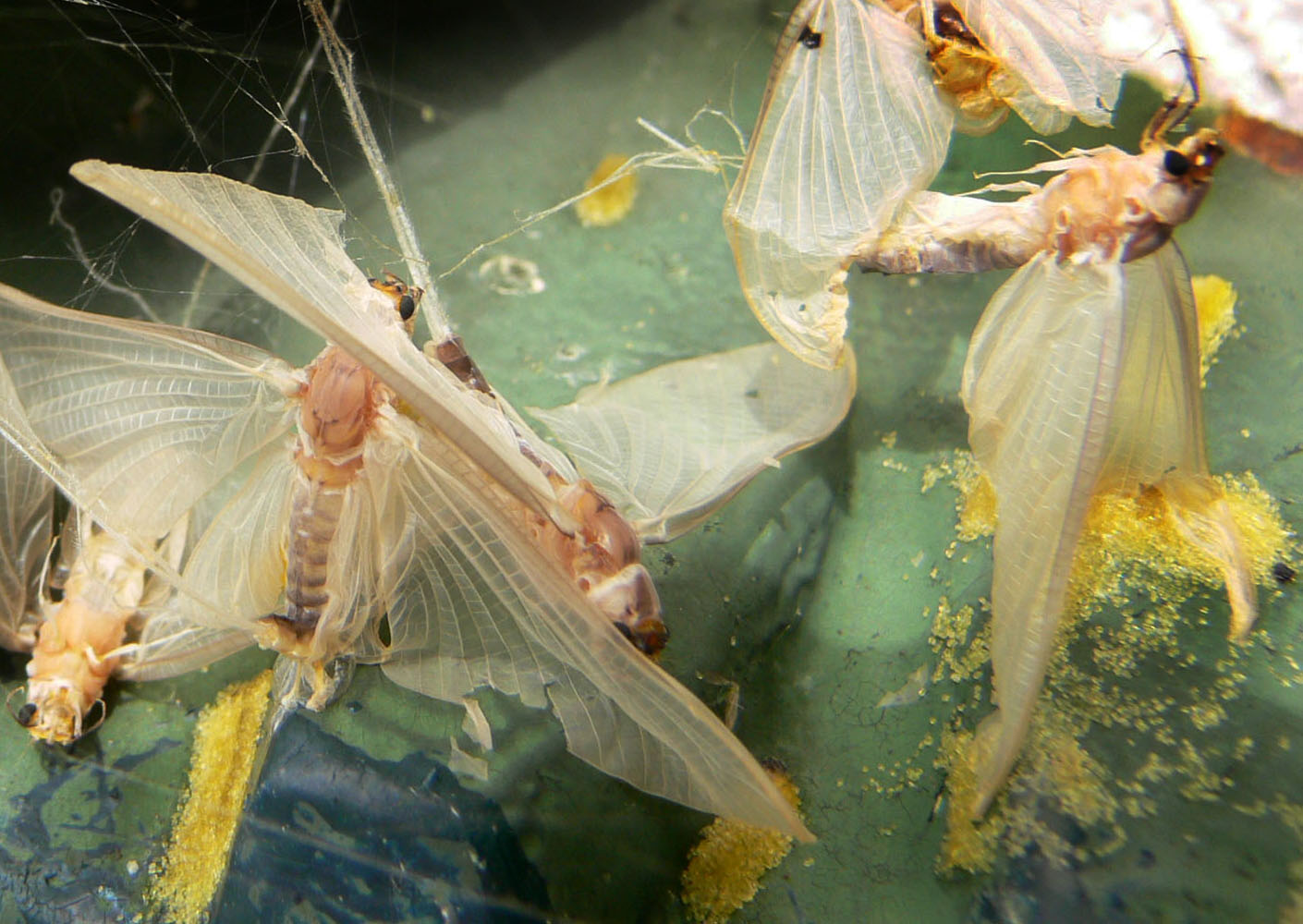
La pollution lumineuse émise par les luminaires du pont-canal de Briare sur la Loire attire des milliers d'éphémères. Les femelles ont ici pondu sous les luminaires (points jaunes) et de nombreux éphémères ont été piégés par les toiles d'araignées. Le matin, des guêpes y viennent - parfois par centaines - « voler » aux araignées une partie des cadavres d'insectes qu'elles ont tué et emballé dans un fourreau de soie la nuit. Ce phénomène est à la fois un exemple de puits écologique et de piège écologique.

Un Atlas des Éphémères de France a été initié en 1996 et est actuellement géré par l’OPIE-Benthos, sous l’appellation INVFMR, ce programme étant coordonné par Michel Brulin. Les Éphéméroptères font partie des bioindicateurs d'eau peu polluée utilisés en France pour le suivi de la qualité des milieux aquatiques, avec aussi :
- les trichoptères ;
- les coléoptères ;
- les diptères ;
- les odonates.

## Relations avec les usages humains
Les éphémères font partie des insectes dont la population a fortement régressé en France[réf. nécessaire] depuis le milieu du XXe siècle, en raison des pollutions de l'eau liées aux nitrates, aux effluents agricoles et aux pesticides, du développement des barrages, digues et infrastructures routières et de la pollution lumineuse émise par l'éclairage urbain. Jusqu'au milieu du XXe siècle, ils étaient partout présents en essaims de millions d'individus à proximité des eaux douces. Leur biomasse représente un engrais naturel de haute qualité et ils étaient collectés en grandes quantités par les riverains des bords de Saône ou de Garonne pour être revendus à des fabricants de pâtées pour oiseaux,. Au début des années 2020, un cinquième des 142 espèces d'éphémères sont menacées en France métropolitaine, dont cinq sont en danger critique d'extinction — deux sont éteintes (Oligoneuriella pallida et Prosopistoma pennigerum) depuis les années 1950,. En comparaison, environ 12 % des libellules sont classées comme espèces menacées, et 6 % des papillons de jour.
Ils sont perçus aujourd'hui comme une menace, car leur période de reproduction oblige parfois à couper quelques jours les routes longeant les cours d'eau, par exemple en amont du bassin de la Seine, où l'accumulation des cadavres non ramassés rendait les routes glissantes. Au Québec, de mai à juillet, on en dénombre encore plusieurs milliards près des cours d'eau où ils réduisent la visibilité routière, recouvrent le sol lorsqu'ils meurent et obstruent les unités de condensation et de climatisation sur les toits des immeubles à proximité, obligeant à procéder à un nettoyage.

## Classification
Communément appelés éphémères, mouches de mai ou mannes au Québec (mannes blanches, mannes rouges, selon la couleur des espèces considérées, au moment où les mâles et femelles se rassemblent en nuées de millions d'individus le temps d'une nuit pour la reproduction, après l'émergence), on en dénombre environ 3 000 espèces (340 en Europe) regroupées dans les familles suivantes :
- Sous-ordre des Schistonota
  - Super-famille des Baetoidea
    - Siphlonuridae
    - Baetidae
    - Ameletidae
    - Acanthametropodidae
    - Siphlaenigmatidae
    - Nesameletidae
    - Oniscigastridae
    - Rallidentidae
    - Ameletopsidae
    - Ametropodidae

  - Super-famille des Heptagenioidea
    - Coloburiscidae
    - Oligoneuriidae
    - Isonychiidae
    - Heptageniidae

  - Super-famille des Leptophlebioidea
    - Leptophlebiidae

  - Super-famille des Ephemeroidea
    - Behningiidae
    - Potamanthidae
    - Euthyplociidae
    - Polymitarcyidae
    - Ephemeridae
    - Palingeniidae
- Sous-ordre des Pannota
  - Super-famille des Ephemerelloidea
    - Ephemerellidae
    - Teloganodidae
    - Melanemerellidae
    - Austremerellidae
    - Vietnamellidae
    - Machadorythidae
    - Tricorythidae
    - Leptohyphidae
    - †Philolimniidae

  - Super-famille des Caenoidea
    - Neoephemeridae
    - Baetiscidae
    - Caenidae
    - Prosopistomatidae

Selon Wikispecies, les éphémères se répartissent en 5 sous-ordres dont deux sont fossiles: Carapacea, Furcatergalia, Pisciforma, †Permoplectoptera et †Protephemeroptera.

## Parasitose
Un petit ver nématode (Gasteromermis) parasite les éphémères et change le comportement des mâles qu'il infecte en les poussant à adopter un comportement de femelle. Les mâles infectés cherchent l'eau et agissent comme s'ils pondaient dans les lits des rivières. C'est l'occasion pour le nématode de quitter son hôte pour poursuivre son cycle de vie.